# Persone di nome Ronald/Calciatori
| Questa pagina contiene informazioni ricavate automaticamente dalle voci biografiche con l'ausilio del template Bio e di un bot. L'aggiornamento è periodico e automatico e ricostruisce completamente la pagina. Se manca una persona in questa lista, sei pregato di non aggiungerla, ma accertati piuttosto che la sua voce biografica contenga il template Bio e che i dati anagrafici siano correttamente compilati. Se il template Bio manca, inseriscilo tu stesso o, in alternativa, metti l'avviso {{tmp\|Bio}} che ne segnala la mancanza. Se i dati riportati sono sbagliati, correggi direttamente la voce biografica; le modifiche saranno visibili in questa lista entro pochi giorni. Per chiarimenti vedi il progetto antroponimi. La lista contiene solo le 66 persone che sono citate nell'enciclopedia e per le quali è stato implementato correttamente il template Bio. Pagina aggiornata al 22 lug 2025. |

Questa è una lista di persone presenti nell'enciclopedia che hanno il nome Ronald e sono calciatori.

## A(3)
- Ronnie Allen, calciatore e allenatore di calcio inglese (Fenton, n. 1929 - Great Wyrley, † 2001)
- Ronald Araújo, calciatore uruguaiano (Rivera, n. 1999)
- Ron Atkinson, ex calciatore e allenatore di calcio inglese (Liverpool, n. 1939)

## B(4)
- Ronald Baroni, ex calciatore peruviano (Lima, n. 1966)
- Ronnie Blair, ex calciatore nordirlandese (Coleraine, n. 1949)
- Ronald Borchers, calciatore tedesco (Francoforte sul Meno, n. 1957 - Francoforte sul Meno, † 2024)
- Ronald Brebner, calciatore inglese (Darlington, n. 1881 - Chiswick, † 1914)

## C(5)
- Ronald Cerritos, ex calciatore salvadoregno (San Salvador, n. 1975)
- Ronnie Clayton, calciatore inglese (Preston, n. 1934 - † 2010)
- Ronald Cocks, calciatore e allenatore di calcio maltese (Gezira, n. 1943 - † 2017)
- Ronald Crisp, ex calciatore inglese (Datchet, n. 1938)
- Ronald Falkoski, calciatore brasiliano (Santo Antônio da Patrulha, n. 2003)

## D(7)
- Ron Davies, calciatore gallese (Holywell, n. 1942 - Albuquerque, † 2013)
- Wyn Davies, calciatore gallese (Caernarfon, n. 1942 - † 2025)
- Ronnie Dix, calciatore inglese (Bristol, n. 1912 - Bristol, † 1998)
- Ronald Donkor, calciatore ghanese (Accra, n. 2004)
- Ronald Mukiibi, calciatore svedese (Göteborg, n. 1991)
- Ronald de la Fuente, calciatore cileno (Talcahuano, n. 1991)
- Ronald dos Santos Lopes, calciatore brasiliano (Belford Roxo, n. 1997)

## E(2)
- Ronald Eguino, calciatore boliviano (Cochabamba, n. 1988)
- Ronald Elusma, calciatore haitiano (Petit Rivière, n. 1993)

## G(6)
- Ronald García, calciatore boliviano (Santa Cruz de la Sierra, n. 1980)
- Ronny Gašperčić, ex calciatore belga (Genk, n. 1969)
- Ronald Gërçaliu, calciatore albanese (Tirana, n. 1986)
- Ronald Graafland, ex calciatore olandese (Rotterdam, n. 1979)
- Ron Greenwood, calciatore e allenatore di calcio inglese (Worsthorne, n. 1921 - Sudbury, † 2006)
- Ronald Rodríguez, calciatore salvadoregno (San Miguel, n. 1998)

## H(6)
- Ron Harris, ex calciatore e allenatore di calcio britannico (Londra, n. 1944)
- Ron Henry, calciatore inglese (Shoreditch, n. 1940 - Harpenden, † 2014)
- Ronald Hernández, calciatore venezuelano (Barinas, n. 1997)
- Ron Hewitt, calciatore gallese (Flint, n. 1928 - † 2001)
- Ronald Hoop, ex calciatore olandese (Nickerie, n. 1967)
- Ronald Huth, ex calciatore paraguaiano (Asunción, n. 1989)

## K(2)
- Ronald Kampamba, calciatore zambiano (Kitwe, n. 1991)
- Ronald Kreer, ex calciatore tedesco orientale (Lipsia, n. 1959)

## L(1)
- Ronald Langón, calciatore uruguaiano (n. 1939 - † 2021)

## M(2)
- Ronald Maul, ex calciatore tedesco (Jena, n. 1973)
- Ron McKinven, calciatore scozzese (n. 1936 - † 2022)

## N(1)
- Ronnie Nolan, calciatore irlandese (Dublino, n. 1933 - † 2023)

## O(1)
- Ronald Orr, calciatore scozzese (Bartonholm, n. 1876 - Kilwinning, † 1924)

## P(3)
- Ronald Pereira Martins, calciatore brasiliano (Corumbá, n. 2001)
- Ronald Pfumbidzai, calciatore zimbabwese (Harare, n. 1994)
- Ron Phipps, calciatore inglese

## Q(1)
- Ronald Quinteros, calciatore peruviano (Huancayo, n. 1985)

## R(4)
- Ronald Raldes, ex calciatore boliviano (Santa Cruz de la Sierra, n. 1981)
- Ronnie Rees, calciatore gallese (Ystradgynlais, n. 1944 - Swansea, † 2023)
- Ronald Rivero, ex calciatore boliviano (Santa Cruz de la Sierra, n. 1980)
- Ronnie Rooke, calciatore e allenatore di calcio inglese (Guildford, n. 1911 - Bedford, † 1985)

## S(8)
- Ronald Santanna Rodrigues, calciatore brasiliano (Rio de Janeiro, n. 1997)
- Ronald Sibanda, ex calciatore zimbabwese (n. 1976)
- Ronnie Simpson, calciatore scozzese (Glasgow, n. 1930 - Edimburgo, † 2004)
- Ronald Spuller, ex calciatore austriaco (Wiener Neustadt, n. 1981)
- Ron Staniforth, calciatore inglese (Manchester, n. 1924 - Barrow-in-Furness, † 1988)
- Ronald Ketjijere, calciatore namibiano (Okakarara, n. 1987)
- Ron Stitfall, calciatore gallese (Cardiff, n. 1925 - Cardiff, † 2008)
- Ron Suart, calciatore e allenatore di calcio britannico (Barrow-in-Furness, n. 1920 - Surrey, † 2015)

## V(1)
- Ronald Vargas, ex calciatore venezuelano (Guatire, n. 1986)

## W(5)
- Ronald Warisan, calciatore papuano (Wewak, n. 1989)
- Ronald Waterreus, ex calciatore olandese (Lemiers, n. 1970)
- Ronald Wenaas, ex calciatore norvegese (Molde, n. 1968)
- Ronald Worm, ex calciatore tedesco (Duisburg, n. 1953)
- Ron Wylie, calciatore e allenatore di calcio scozzese (Glasgow, n. 1933 - † 2020)

## Y(1)
- Ron Yeats, calciatore e allenatore di calcio scozzese (Aberdeen, n. 1937 - Liverpool, † 2024)

## Z(1)
- Ronald Zubar, ex calciatore francese (Les Abymes, n. 1985)

## Á(1)
- Ronald Álvarez, calciatore uruguaiano (Montevideo, n. 1997)

## Å(1)
- Ronald Åhman, ex calciatore svedese (n. 1957)